# Coniopteryx timida
Coniopteryx timida is een insect uit de familie van de dwerggaasvliegen (Coniopterygidae), die tot de orde netvleugeligen (Neuroptera) behoort. 
De wetenschappelijke naam Coniopteryx timida is voor het eerst geldig gepubliceerd door Hagen in Berendt in 1856.